# مورین استیپلتون
لویس مورین استیپلتون (انگلیسی: Lois Maureen Stapleton؛ زاده ۲۱ ژوئن ۱۹۲۵ – درگذشته ۱۳ مارس ۲۰۰۶) هنرپیشه اهل ایالات متحده آمریکا بود. وی بین سال‌های ۱۹۴۶ تا ۲۰۰۳ میلادی فعالیت می‌کرد.

## فیلم‌شناسی
- همیشه در فرار (۱۹۵۹)
- نمایی از پل (۱۹۶۲)
- فرودگاه (۱۹۷۰)
- داخلی (۱۹۷۸)
- فن (۱۹۸۱)
- سرخ‌ها (۱۹۸۱)
- جانی خطرناک (۱۹۸۴)
- پیله (۱۹۸۵)
- گودال پول (۱۹۸۶)
- سوزش معده (۱۹۸۶)
- ساخت بهشت (۱۹۸۷)
- دیوانه (۱۹۸۷)
- فوت کرد (۱۹۹۲)
- معتاد عشق (۱۹۹۷)